# Harri Holkeri
Harri Hermanni Holkeri (6. leden 1937 Oripää – 7. srpen 2011 Helsinky) byl finský politik, představitel Národní koaliční strany. V letech 1987–1991 byl premiérem Finska. 1978–1997 člen bankovní rady finské centrální banky, 1971–1979 předseda Národní koaliční strany, 2000–2001 prezident Valného shromáždění OSN, 2003–2004 stál v čele Mise OSN v Kosovu. V roce 1982 a znovu v roce 1988 byl neúspěšným kandidátem na prezidenta. Jako premiér proslul tím, že vykonal první mobilní GSM hovor na světě (z přístroje finské firmy Nokia). Jako zprostředkovatel se snažil vstoupit do řešení severoirského konfliktu. Byl považován za konsensualistického politika, proslulým se stala jeho jednání s oponenty v sauně, jedna z mála politických bouří, kterou ve Finsku vyvolal, následovala po jeho kritice přehnané role žen ve finské politice a společnosti.